# Ken Williams
Ken Williams (30 oktober 1954) is een Amerikaans computerspelontwikkelaar en directeur. Met zijn vrouw Roberta Williams was hij eigenaar van het succesvolle bedrijf Sierra Entertainment.

## Beschrijving
Ken Williams werkte in de jaren 70 bij IBM aan mainframes als programmeur. Toen begin jaren 80 de Apple II-familie en andere homecomputers populair werden, richtte hij en zijn vrouw Roberta in 1980 het bedrijf On-Line Systems op. Het werd korte tijd later hernoemd naar Sierra On-Line en uiteindelijk naar Sierra Entertainment. 
Hun eerste computerspel was Mystery House (1980), het eerste grafische avonturenspel ooit gemaakt. Het grote succes kwam er met de King's Quest-reeks. Als belangrijke inspiratie voor Sierra noemde Williams de bedrijven Microsoft en The Walt Disney Company.
Op het hoogtepunt waren er circa 1000 mensen in dienst. In latere jaren werd Sierra ook een uitgever van games, waaronder het spel Half-Life.
Sierra werd in 1996 verkocht aan CUC International voor een bedrag van 1,5 miljard dollar. CUC verkocht het bedrijfsonderdeel twee jaar later, tot het uiteindelijk in handen van het Franse mediaconglomeraat Vivendi kwam.
Ken Williams is niet langer werkzaam in de computerspelindustrie. Hij richtte zich op het schrijven van boeken en blogs over boten en games.

## Trivia
Door zijn opvallende snor en haardracht verscheen Ken Williams als personage in enkele computerspellen van Sierra.